# Jaime Câmara Neto
Jaime Câmara Neto (Goiânia, 5 de novembro de 1980) é um ex-automobilista brasileiro. É neto de Jaime Câmara, empresário e político em seu estado, e seu pai, Jaime Júnior, também seguiu carreira no automobilismo.

## Carreira

### Fórmula 3 Sul-Americana e Indy Pro Series
Câmara despontou para o automobilismo em 2002, quando competia pela Fórmula 3 Sul-Americana, aos 21 anos de idade. Disputou provas da categoria até 2004, quando decide correr nos Estados Unidos.
Em 2005, estreia na Indy Pro Series (atual Indy Lights), pela equipe Sam Schmidt Motorsports. As 3 vitórias do brasileiro na temporada levaram-no para a Andretti-Green em 2006, onde obtém apenas um triunfo, em Milwaukee. Em 2007, permanece na Andretti - desta vez em parceria com a AFS Racing - , mas não vence nenhuma corrida, conquistando uma trinca de 3ºs lugares.

### IndyCar

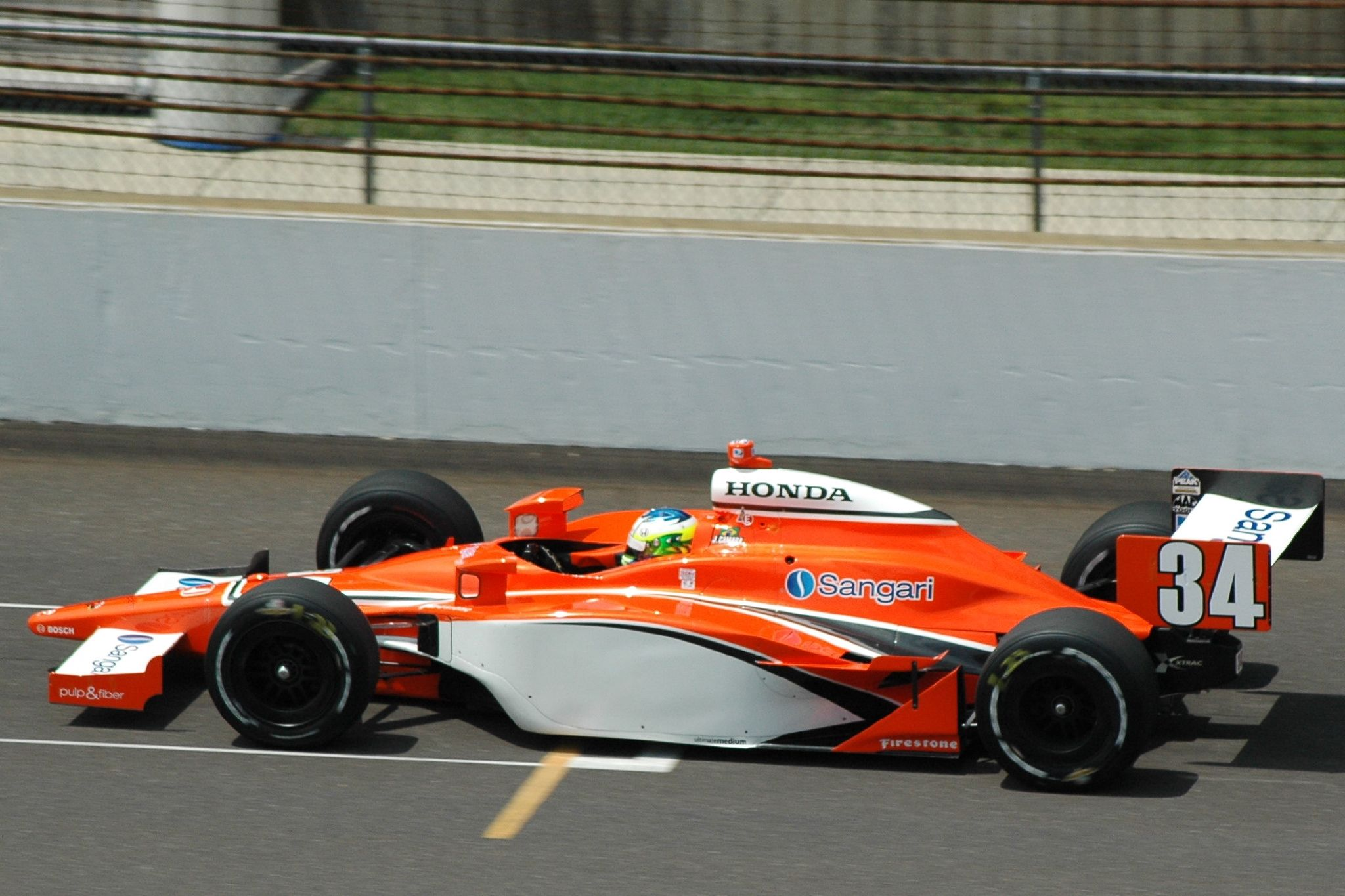
Jaime Câmara nos treinos para as 500 Milhas de Indianápolis de 2008.

Em abril de 2008, a equipe Conquest Racing, insatisfeita com o desempenho do francês Franck Perera, resolve demiti-lo por falta de patrocínio e contrata Câmara, que traz o mesmo patrocínio de seu futuro companheiro de escuderia, Enrique Bernoldi. A estreia do goiano é no GP de Kansas, onde termina na 21ª posição.
Durante os treinos para as 500 Milhas de Indianápolis, um lance de inexperiência quase o prejudica, entrando no box de Bernoldi e atrapalhando o paranaense. Em Richmond, Jaime faz a sua melhor corrida na Indy, tendo inclusive liderado 44 voltas. Sua presença no pódio era quase garantida, e ameaçando a liderança do seu compatriota Tony Kanaan em alguns momentos. Entretanto, um erro faz o Dallara-Honda #34 bater no muro, e o piloto sai lamentando perder um resultado expressivo. 
Depois da etapa de Richmond, o desempenho dele voltou a cair repentinamente, e seu melhor resultado na temporada - e na categoria - foi o décimo-quarto lugar em Mid-Ohio. Jaime terminou a sua única temporada na 23ª classificação geral, com 174 pontos. Estes foram, ainda, os únicos pontos dele na Indy.

## Saída da Indy, passagem pelo FIA GT e aposentadoria
Em 2009, a Conquest testou o piloto em alguns momentos, mas o canadense Alex Tagliani foi contratado para seu lugar. Câmara ficou dois anos sem correr, regressando em 2011 para competir no FIA GT, categoria GT1. Pilotando um Chevrolet Corvette da equipe DKR Engineering, junto com os franceses Michaël Rossi e Dimitri Enjalbert e o italiano Matteo Bobbi, o brasileiro disputa quatro corridas com o trio, abandonando duas e chegando ao final em três. Depois da curta passagem no FIA GT, se aposentou definitivamente das pistas.